# 43 Dywizjon Artylerii Rakietowej
43 dywizjon artylerii rakietowej (43 dar) – pododdział artylerii rakietowej Wojska Polskiego.

## Formowanie i zmiany organizacyjne
W terminie do 1 września 1969 roku, w garnizonie Żary, została sformowana Grupa Organizacyjna 43 Dywizjonu Artylerii Rakietowej.
W terminie do 28 lutego 1970 roku został sformowany 43 dywizjon artylerii rakietowej.
Jednostka została podporządkowana dowódcy 11 Drezdeńskiej Dywizji Pancernej. Podstawowym uzbrojeniem dywizjonu było dwanaście 122,4 mm wyrzutni rakietowych BM-21 Grad.

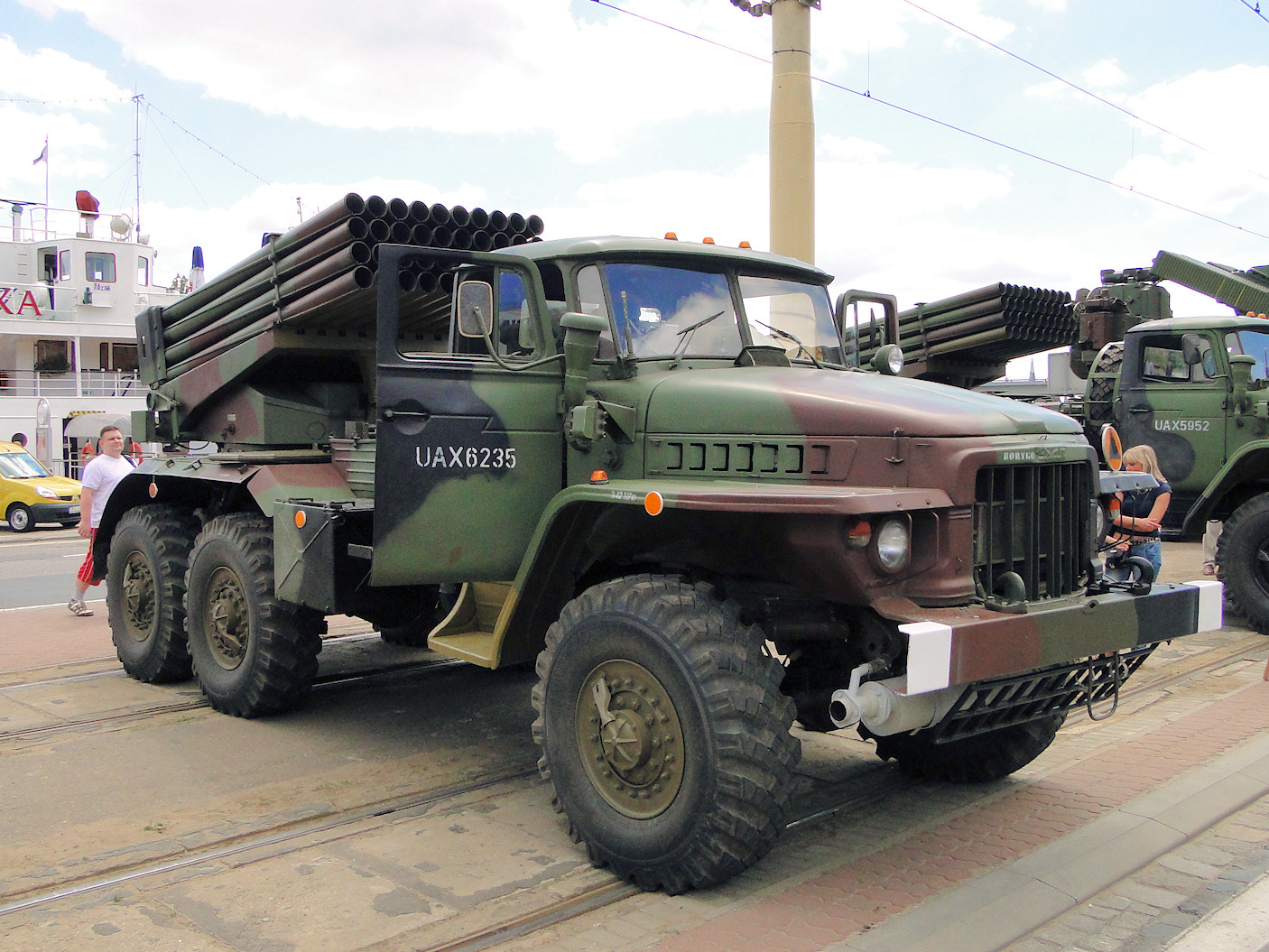
BM-21 Grad

6 marca 1990 roku odbyła się uroczystość pożegnania sztandaru. W terminie do 30 czerwca 1990 jednostka została rozformowana.
Na bazie stanu osobowego i uzbrojenia jednostki, w składzie 33 pułku artylerii w Żarach (JW 2821), został utworzony dywizjon artylerii rakietowej.

## Dowódcy dywizjonu
- ppłk Janusz Bylczyński (1969-1975)
- ppłk Władysław Salamon (1976-1986)
- ppłk Kazimierz Buchanter (1986-1990)